# 앨런 노스
앨런 노스(Alan North, 1920년 12월 23일 ~ 2000년 1월 19일)는 미국의 텔레비전 배우, 영화배우, 배우, 연극 배우이다.
뉴욕에서 태어났다.

## 방송
- 총알 탄 사나이

## 영화
- 아일 테이크 유 데어 (1999년) - 맥스 역
- 롱 키스 굿나잇 (1996년) - 얼 역
- 카페 소사이어티 (1995년)
- 뉴욕 보이즈 (1995년)
- 대로우 (1991년)
- 목격자 (1991년)
- 법과 질서 (1990년)
- 크레이지 피플 (1990년)
- 고독한 스승 (1989년)
- 뉴욕 살인 사건 (1989년)
- 영광의 깃발 (1989년) - Gov. 존 엘비온 앤드류 역
- 레이첼 리버 (1987년)
- 욕망의 거리 (1986년)
- 최후의 미소 (1986년)
- 아들의 결혼 (1986년)
- 하이랜더 (1986년) - Lieutenant 프랭크 모랜 역
- 씨프 하트 (1984년)
- 총알 탄 사나이 - TV 시리즈 (1982년)
- 포뮬라 (1980년)
- 용감한 변호사 (1979년)
- 치명적인 시기 (1977년)
- 형사 서피코 (1973년)
- 719호의 손님들 (1971년)